# Messalina (nome)
Messalina  è un nome proprio di persona italiano femminile.

## Varianti
- Ipocoristici: Alina, Lina
- Maschili: Messalino[1]

### Varianti in altre lingue
- Catalano: Messalina[2], Messal·lina
  - Maschili: Messalí[2]
- Francese: Messaline
- Latino: Messalina
  - Maschili: Messalinus[2]
- Spagnolo: Mesalina[2]
  - Maschili: Mesalino[2]

## Origine e diffusione

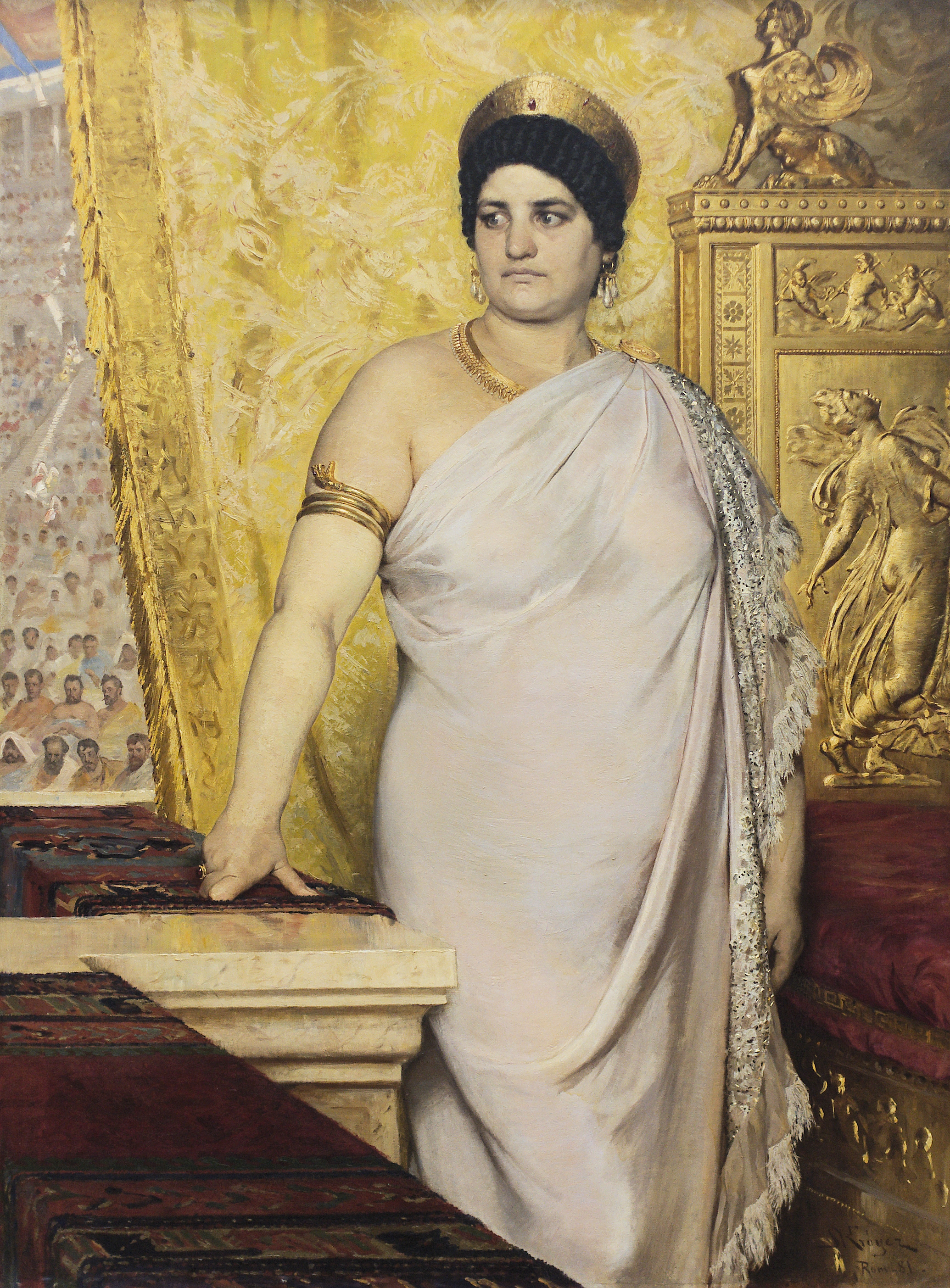
Messalina, di Peder Severin Krøyer

Nome rarissimo, continua il latino Messalina, al maschile Messalinus, un gentilizio derivato dal nome Messalla (quindi "relativa a Messalla", "appartenente a Messalla"); Messalla (o Messala, Messana) era un epiteto dato a Manio Valerio Massimo Corvino dopo che ebbe conquistato la città di Messina.
Il nome venne portato in particolare da Valeria Messalina, moglie dell'imperatore Claudio, considerata simbolo della donna dissoluta e depravata; questa fama, del tutto immeritata, è stata molto accresciuta dai suoi detrattori e ripresa in tempi più recenti da numerosi film e opere teatrali, e la parola "messalina" è divenuta sinonimo di "seduttrice", "donna di facili costumi", "donna infida", sostanzialmente impedendo al nome di entrare nell'uso comune.

## Onomastico
L'onomastico si festeggia il 23 gennaio in memoria di santa Messalina, martire a Foligno sotto Decio.

## Persone
- Messalina di Foligno, santa romana
- Valeria Messalina, terza moglie dell'imperatore Claudio
- Statilia Messalina, terza moglie dell'imperatore Nerone